# Снигирёва
Снигирёва — упразднённая деревня в Упоровском сельском поселении Упоровского района Тюменской области.

## География
Располагалась на правом берегу реки Тобола напротив села Бызово в 4 км западнее села Упорово..

## История
Впервые упоминается в переписи 1710 года, в 7 дворах проживало 35 чел.
Два брата Иван и Елисей Снигирёвы пришли из города Тюмени в Суерскую слободу в 1679 году и основали деревню Ивана Снигирёва.
- В 1912 году в Снигирёвой были: хлебозапасной магазин, торговая лавка, 6 ветряных мельниц.[3]
- В начале 1930-х годов была образована коммуна, школы не было, дети учились в Бызово и Упорово. В половодье деревню затопляло, в 1949 году её не стало.[3]
- В годы Великой Отечественной войны ушли на фронт 2 человека.[3]

Административно-территориальное деление
С 1710 года относилось к слободе Суерской, с 1796 в составе Суерской волости, 1906- Упоровского сельсовета.

## Население
| 1710 | 1782 | 1816 | 1834 | 1858 | 1897 | 1926 |
| 35   | 125  | 136  | 118  | 171  | 146  | 131  |

## Транспорт
Просёлочная дорога, идущая между сёлами Скородумом и Упорово по берегу Тобола.